# Radarsat-1
Radarsat-1 ist Kanadas erster kommerzieller Erdbeobachtungssatellit. Eine US-amerikanische Delta-II-Rakete brachte ihn am 4. November 1995 in eine sonnensynchrone Umlaufbahn in 798 km Höhe. Der Satellit wurde von dem kanadischen Unternehmen MDA Space Missions gebaut. Der Satellit wird von der kanadischen Raumfahrtbehörde CSA betrieben.
Radarsat-1 trägt einen schwenkbaren SAR-Sensor, der die Erdoberfläche im C-Band (Frequenz 5,3 GHz, Wellenlänge 5,6 cm) abtastet. Bei Hochauflösung von 10 m erfasst er eine Fläche von 50 km², im Weitwinkelmodus bildet er eine Fläche von 500 km² mit einer Auflösung von 100 m ab.
Die Umlaufzeit beträgt 100,7 Minuten, er umkreist die Erde 14 Mal am Tag. Nach 24 Tagen überfliegt er die gleichen Positionen auf der Erde. Aufgrund des Weitwinkelmodus und der Schwenkbarkeit der Antenne kann er alle 5 Tage dieselben Orte auf der Erde erfassen, nahe den Polen sogar täglich.
RADARSAT-1 überschritt seine geschätzte Betriebszeit um mehr als das Doppelte; am 29. März 2013 trat jedoch ein Defekt auf, bei dem der Satellit in einen Energiesparzustand versetzt wurde. Die Chancen, dass Radarsat 1 wieder voll funktionsfähig wird, sind gering.
Am 14. Dezember 2007 wurde der Nachfolgesatellit Radarsat-2 mit einer Sojus-Rakete von Baikonur gestartet, und am 12. Juni 2019 die Radarsat Constellation aus drei baugleichen Satelliten.

## Nutzung
Der Satellit dient neben der Forschung auch für die Internationale Charta für Weltraum und Naturkatastrophen.